# Айдемир Бардыханов
Айдемир Бардыханов (ум. в 1746 или 1748 году) — по мнению Т.М. Айтберова, князь из рода Турловых, владетель Чечен-аула и близлежащих деревень и был сыном Бартихана..

## Правление
В 1720-е годы чеченские князья — старший Айдемир Бардыханов и Мусал Чапалов из села Эндери владели «знатною частию чеченцов».
В 1732 году князь Хасбулат, враждуя с Айдемиром, на чьей сестре он был кстати женат, подвел к Чеченаулу имперское подразделение полковника Коха, но был тогда - согласно достоверным, как представляется, источникам, - убит. Сделал же это, хотя и не собственноручно, Айдемир, разбивший подразделение имперских войск на подвластной Турловым территории Чечни.
В 1733 году Айдемир в союзе с крымским калгой Фети-Гирей Султаном выиграл сражение против русской армии на реке Белой. Летом 1735 года 80-тысячное крымское войско под командованием хана Каплана I, пройдя черкесские и кабардинские земли, показалось на берегах Сунжи. Крымский хан попытался на этот раз поработить не только адыгские, но и все северокавказские народы. Требования дани и покорности вызвали всеобщее возмущение со стороны чеченцев. Как пишет П.Г. Бутков, Айдемир, «по многим от хана письмам и подзывам не только к нему не поехал и людей не отпустил, но и немалые отгоны людей из войск ханских и другие вредительства показал». Тогда-то, чеченский владелец Айдемир принес присягу на верность России и выдал в аманаты сына своего Бердыхана. Он имел, кстати, политические, по сути своей, сношения с ландграфом Гессен-Гомбургским.
Каплан-Гирей решил вторгнуться на Чеченскую равнину для захвата чеченских аулов через пологое ущелье Хан-Кала на Сунженском хребте, но военные силы, стянутые со всей Чечни, встали в ущелье и истребили до последнего человека отряды, направленные на прорыв. В кровопролитном сражении было убито до 10 тысяч захватчиков. Крымский хан был вынужден отказаться от дальнейших попыток покорения Чечни и, оставив ее в стороне, продолжил путь в Прикаспий.
Князь Айдемир Турлов был известен своим (первоначально про-татарским) участием в северокавказской политике крымских ханов и, одновременно, «вредительством» по отношению к ханским же войскам, завершившимся же победой при Хан-Кале над крупным отрядом армии Каплан-Гирая, прибывшего из Бахчисарая в 1735 году, а также тем, что «остался верен» Российской империи в годы пребывания Надир-шаха на Северо-восточном Кавказе.
Прохождение крымских войск через Северный Кавказ, вопреки протестам Петербурга, послужило поводом к вступлению России в войну с Турцией в 1736 году. Война была Россией успешно выиграна, и в 1739 году был заключен Белградский мирный договор, усиливший позиции царизма на Северном Кавказе и имевший большие политические последствия для его народов. В частности, Кабарда, соседствовавшая с Чечнёй, была объявлена "вольной" и должна была служить своеобразным барьером между зонами влияния османской империи и России на Северном Кавказе.
В руках именно Айдемира находилась тогда почти вся Большая Чечня и лишь крупное чеченское село Алды, стоящее на правом берегу Сунжи — в черте Грозного, было к 1746 году под властью потомков князя Загаштука — Турурава сына Алхулова сына Чупана.
Айдемир Турлов управлял своим княжеством — государством достаточно крупным и сильным, проживая в основном среди вайнахов, то есть этнических чеченцев, и пребывая с 1733 года, после некоторого «замешания» (про-крымской политической позиции), в постоянной «верности» России. В одном из русских источников указано, что в 1733 году владыкой чеченских селений Атага и Чеченаул был Айдемир — сын «Бардыхана», происходивший-де из рода кумыкских князей, хотя возможно он являлся потомком князя Каракиши, который «вышел из Авара, пришел в Гумбет и поселился там».
В 1741 году Айдемир и другой чеченский владетель Алибек заключили договор с персидским правителем Надир-шахом о совместных действиях против пограничной линии России на Тереке. Однако, когда Надир-шах, вступив в горы дагестанские, обратился с прокламациями и заявлениями к ряду горских народов, требуя поддержки, "К чеченцам и кумыкам также посланы были прокламации", чеченский князь Айдемир, приехав в Кизляр, "против шаха по возможности своей стоять, обязался" и оказал помощь "к приведению других горских владельцев Усмея Больших аварцев, и андиевцев в российское подданство…". В это же время, сыновья его врага Хасбулата, другие чеченские князья Алибек и Алисултан посылали своих послов в ставку шаха с "представлением его стороне подданства" и даже обещали провести иранцев к Тереку, через "удобные места".
В конечном счете, Надиршах так и не смог покорить народы Дагестана. Более того, персидские войска вынуждены были в 1743 году покинуть Дагестан. Следующий поход (1745 год) оказался еще более неудачным. Горцы Дагестана нанесли шаху явное поражение в открытом сражении. Потеряв половину армии, Надир бежал из Дагестана и вскоре был убит собственными придворными. Не осуществились мечты "потрясателя Вселенной" о покорении Северного Кавказа, Крыма и России. В 1748 году Айдемир скончался.

## Семья
Женат был на некой Кизтаман(упом. под 1743 году). Была она дочерью Мухаммада, являвшегося потомком Турурава I.
Айдемир, имел от вышеназванной Кизтаман трех сыновей. Звали их: Бартихан (упом. под 1735— 1765 гг., а под 1758 г. - как «Барды-хан» Чеченский), у которого, - кстати, этого человека русские приучили пить «вино», за те годы, пока он являлся аманатом в Кизляре, - в свою очередь, был сын по имени Алибек (упом. под 1783— 1784 гг.); Мухаммад (упом. 1746— 1764 гг., умер он, видимо, в 1765 г.), называемый в источниках еще «Баммат» и «Мамаш»; Арсланбек - ставший позднее правителем.